# Halskrausen-Erdstern
Der Halskrausen-Erdstern (Geastrum michelianum) ist eine Pilzart aus der Familie der Erdsternverwandten. Er bevorzugt Kalkböden in Laubwäldern, ist in Europa weit verbreitet, aber selten. Der Halskrausen-Erdstern ist ungenießbar und durch seine spezielle Form des halskrausenartigen Kragens sowie den hellen Bereich um die Sporenöffnung gut gekennzeichnet. 

## Merkmale

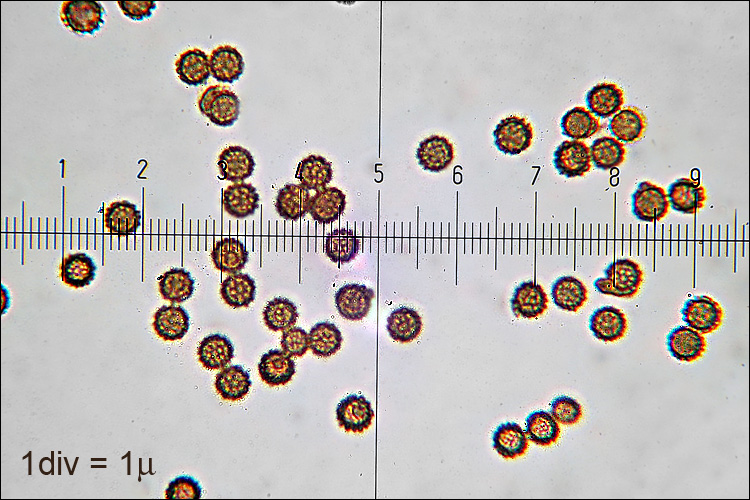
Sporen des Halskrausen-Erdsterns im Lichtmikroskop

### Makroskopische Merkmale
Die geschlossene Knolle hat einen Durchmesser von 3–5 cm, voll geöffnet von den Spitzen der Zipfel einen Durchmesser von 5–10 cm. Der Sporensack misst im Durchmesser 2,5–4 cm. Die Außenhülle (Exoperidie) des knollenförmigen, grobschuppigen, ungestielten Fruchtkörpers reißt zur Reife in vier bis acht spitz zulaufende Zipfel auf, die sich weit zurückbiegen und den ungestielten, cremeweißen, annähernd kugelförmigen Sporensack freigeben, der auf einem fleischigen Collar sitzt. Dessen Außenhaut (Endoperidie) ist papierdünn, an seinem oberen Ende sitzt das Peristom, das die Sporen freigibt und von einem ringförmigen, blassen Feld umgeben ist. Die Sporenmasse ist anfangs fest und bleich, später wird sie puderig und dunkelbraun.

### Mikroskopische Merkmale
Die Sporen sind rundlich, warzig und 3,5–4 Mikrometer breit. Die Basidien sind 2- bis 4-sporig, die Sterigmata bis zu 20 µm lang, Zystiden fehlen.

## Ökologie und Phänologie
Der Halskrausen-Erdstern findet sich verstreut in Laubwäldern, gelegentlich einzeln, meist in kleinen Grüppchen auf dem Erdboden oder im Laub. Er besiedelt Kalkböden auf offenen Plätzen.
Fruchtkörper finden sich vom Sommer bis in den Herbst.

## Taxonomie
Die Art wird meist unter dem Namen Geastrum triplex geführt. Dieser Name wurde aber für mehrere unterschiedliche Erdsternarten verwendet, wobei G. triplex s. str. eine tropische Art ist. Der Name darf für den europäischen Halskrausen-Erdstern folglich nicht verwendet werden.